# Gare de Fépin
La gare de Fépin est une gare ferroviaire française de la ligne de Soissons à Givet, située sur le territoire de la commune de Fépin, dans le département des Ardennes en région Grand Est
C'est une halte voyageurs de la Société nationale des chemins de fer français (SNCF), desservie par des trains TER Grand Est.

## Situation ferroviaire
Établie à 119 mètres d'altitude, la gare de Fépin est située au point kilométrique (PK) 188,967 de la ligne de Soissons à Givet, entre les gares ouvertes d'Haybes et de Vireux-Molhain.

## Histoire
La halte de Fépin possède un petit bâtiment, désormais reconverti en habitation, qui résulte de l'agrandissement d'une maisonnette de garde-barrière. Le passage à niveau géré par cette maison a depuis longtemps disparu.

## Fréquentation
Selon les estimations de la SNCF, la fréquentation annuelle de la gare figure dans le tableau ci-dessous
.
| Année     | 2015  | 2016  | 2017  | 2018  | 2019  | 2020  | 2021  | 2022  | 2023  | 2024  |
| --------- | ----- | ----- | ----- | ----- | ----- | ----- | ----- | ----- | ----- | ----- |
| Voyageurs | 7 440 | 7 131 | 5 477 | 4 150 | 3 555 | 4 484 | 4 478 | 4 670 | 5 739 | 6 269 |

## Service des voyageurs

### Accueil
Halte SNCF, c'est un point d'arrêt non géré (PANG) à accès libre. 

### Desserte
Fépin est desservie par des trains TER Grand Est de la relation Charleville-Mézières - Givet via Revin.

### Intermodalité
Un parc pour les vélos y est aménagé.

## Dans la littérature
Dans le récit souriant d'une épopée touristique au long de Sambre et Meuse recueilli dans Chemins d'eau, Jean Rolin s'extasie devant la succession des gares qui ponctuent son trajet de Givet à Charleville-Mézières (pour lui, chacune « pourrait être celle où débarque le narrateur d'Un balcon en forêt ») et spécialement des panneaux invitant à prendre garde au train croiseur, où il choisit de lire « sans doute une allusion, pour les enfants, à quelque moloch du premier âge industriel ».